# Capnia tshukotica
Capnia tshukotica är en bäcksländeart som beskrevs av Zhiltzova och Levanidova 1978. Capnia tshukotica ingår i släktet Capnia och familjen småbäcksländor. Inga underarter finns listade i Catalogue of Life.